# Magdalena Pawłowska
Magdalena Pawłowska (ur. 11 lutego 1994 w Warszawie) – polska szpadzistka, drużynowa mistrzyni świata (2023).

## Życiorys
Jest zawodniczką AZS AWF Warszawa.
W 2015 zdobyła brązowy medal mistrzostw Europy do lat 23 w turnieju drużynowym (z Kamila Pytką, Martyną Swatowską i Anną Mroszczak). W 2022 debiutowała jako reprezentantka Polski na mistrzostwach Europy i mistrzostwach świata seniorek. Na mistrzostwach Europy seniorek w 2022 zajęła 51. miejsce indywidualnie. Jej największymi sukcesami w karierze są brązowy medal mistrzostw świata seniorek w 2022 w turnieju drużynowym (z Renatą Knapik-Miazgą, Martyną Swatowską-Wenglarczyk i Kamilą Pytką) oraz złoty medal mistrzostw świata w 2023 również w turnieju drużynowym (z Renatą Knapik-Miazgą, Martyną Swatowską-Wenglarczyk i Ewą Trzebińską) (indywidualnie zajęła na tych mistrzostwach 64. miejsce). 
Siedmiokrotnie zdobywała medale mistrzostw Polski seniorek w turnieju drużynowym (2017, 2018, 2019 - złoty, 2020 - srebrny, 2012, 2015, 2022 - brązowy), w 2024 i 2025 zdobyła brązowy medal indywidualnie.
W Plebiscycie Przeglądu Sportowego na sportowca roku w Polsce w 2023 zajęła razem z Renatą Knapik-Miazgą, Martyną Swatowską-Wenglarczyk i Ewą Trzebińską 9. miejsce